# ننير الطريق
«نُنير الطريق» (بالإنجليزية: We Light the Way)‏ هي الحلقة الخامسة من الموسم الأول لمسلسل إتش بي أو الدرامي الفنتازي التلفزيوني آل التنين. تم بثها لأول مرة في 18 سبتمبر 2022. كتب الحلقة شارمين ديغراتي وأخرجها كلير كيلنر.
تمثل الحلقة الظهور الأخير لاثنين من أعضاء فريق التمثيل: ميلي آلكوك في دور رينيرا تارجارين و‌إميلي كاري في دور أليسينت هايتاور، وذلك بسبب القفزة التي استمرت 10 سنوات في الحلقة التالية، والتي ظهرت فيها لاحقًا نسخة الكبار من رينيرا وأليسينت. من تصوير إيما دارسي و‌أوليفيا كوك على التوالي. لقد تلقت الحلقة مراجعات إيجابية بشكل عام، حيث أشاد النقاد بأداء كاري والمحادثة بين لينور ورينيرا في دريفتمارك.

## الحبكة

### في الوادي
بالعودة إلى رونستون، يتم السخرية من ديمون من قبل زوجته، السيدة ريا رويس، لعدم إتمام زواجهما. قتلها ديمون وتم تأطير القتل على أنه حادث صيد.

### في دريفتمارك
يبحر الملك فيسيريس ورينيرا إلى دريفتمارك لترتيب زواج بين الأميرة وسير لينور. اللورد كورليس يتجاهل فيسيريس بعدم تحيته عند وصوله وانتظار فيسيريس في قاعته. يقترح فيسيريس الزواج بين رينيرا ولينور، في حين يريد فيلاريون من الأطفال والورثة الاحتفاظ باسم فيلاريون، يوافق فيسيريس على الاحتفاظ باسم فيلاريون حتى يصعدوا العرش، مما يرضي اللورد كورليس فيلاريون. أخبرت رينيرا لينور أنها تتفهم ميوله الجنسية وتقترح زواجًا مفتوحًا، وتؤدي واجباتها الملكية لإنجاب ورثة أثناء وجود عشاق.

### في كينغز لاندينغ
قبل مغادرة كينغز لاندينغ، حذر سير أوتو الملكة أليسنت من أنه إذا أصبحت رينيرا ملكة، فسيعتبر أطفالها تهديدًا. تعلم أليسينت بخصوص الشاي المجهض الذي أُطى لرينيرا، ولا يقول شيئًا بعد معرفة حقيقة أن السير كريستون قد أخد عذرية رينيرا خارج إطار الزواج، وكسر نذره بصفته حارسًا للملك، وأضاف تعقيدات لمطالبة رينيرا ومدى ملاءمتها للزواج. في وليمة للاحتفال بالزواج الوشيكة، تدخل أليسنت القاعة عمدًا مرتدية ثوبًا أخضر زاهيًا، لون يُشير إلى الدعوة لحمل السلاح من قبل آل هايتاور.
يواجه سير جيرولد رويس ديمون، مدعياً أنه قتل ابنة عمه ريا. ينفي ديمون ذلك ويطالبه بأن يرث ثروة زوجته.
يدرك عاشق لينور، سير جوفري لونماوث، أن سير كريستون يحب رينيرا ويقترح باعتزاز أنهم يحرسون أسرار بعضهم البعض. كريستون، غاضبًا، يضرب جوفري بشكل قاتل، ويقرن نهاية كارثية للعيد. دمر لينور موت جوفري. لتجنب فضيحة إضافية، تزوجت رينيرا ولينور سرا في نفس الليلة. تنهار فيسيريس الضعيفة بعد ذلك مباشرة. في وقت لاحق، عندما كان سير كريستون على وشك الانتحار بسبب أفعاله السيئة، تدخلت الملكة أليسنت لتشكيل تحالف بينهما.

## الاستقبال

### الاستقبال النقدي
في مجمع التعليقات روتن توميتوز، حصلت الحلقة على نسبة موافقة بلغت 86% بناءً على 97 مراجعة، بمتوسط تقييم 7.5/10.

## وصلات خارجية
- «ننير الطريق» على إتش بي أو (بالإنجليزية)
- «ننير الطريق» على قاعدة بيانات الأفلام على الإنترنت (بالإنجليزية)